# سیارک ۶۴۲۹۵
سیارک ۶۴۲۹۵ (به انگلیسی: 64295 Tangtisheng، نامگذاری:2001UW13) شصت و چهار هزار و دویست و نود و پنجمین سیارک کشف شده‌است که در ۲۴ اکتبر ۲۰۰۱ کشف شد.